# Dezza (Bobbio)
Dezza è una frazione del comune di Bobbio, in provincia di Piacenza. È posta a m. 782 sulla sponda sinistra della valle del torrente Bobbio, affluente di sinistra della Trebbia, sotto la Costa Ferrata (1.036 m.) ed il Bosco del Comune.
Dista dal capoluogo comunale circa 10 km salendo dalla zona di Valgrana (fuori Bobbio verso Genova) lungo la strada del Bargo. 
Prima di Dezza la strada comunale attraversa la frazione di Cernaglia di Sotto (758 m), da cui si diparte il collegamento con Cernaglia di Sopra (869 m), dopo Dezza prosegue sempre asfaltata salendo a Fornacioni (856 m) e Pra Martello (893 m) e sulla Costa del Falco (1.000 m.) prosegue sterrata fino al Passo di Monte Lago (1096 m), dove prosegue asfaltata attraversando il confine regionale con la Lombardia fino al Passo del Brallo nel comune di Brallo di Pregola (PV).
Nella parte bassa del paese vi è la Chiesa parrocchiale di San Pietro.
La frazione di Dezza, come quelle vicine di Cernaglia di Sopra, Cernaglia di Sotto, Fornacioni e Pra Martello sono pressoché disabitate in inverno, completamente restaurate si ripopolano nei fine settimana e soprattutto nel periodo estivo.

## Storia

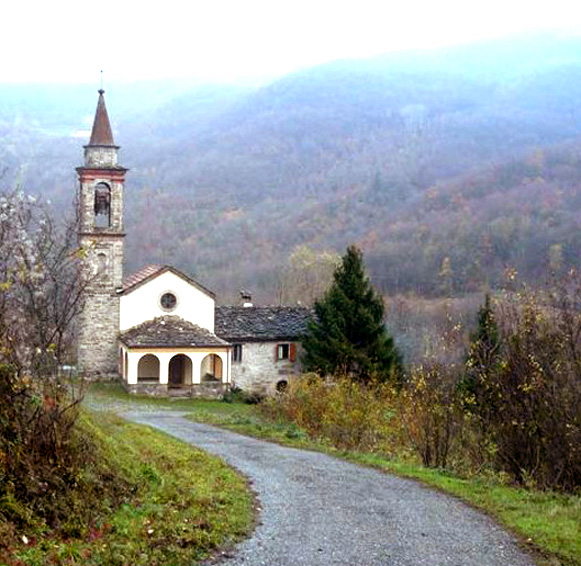
l'antica chiesa di S.Pietro di Dezza

Dezza sorse attorno al X secolo, come cella monastica con il toponimo di Decia (ant. Decus), indicante una zona di confine.
La chiesa ed il territorio dipendendevano dal monastero di Bobbio. 
Nell'XI secolo il territorio, la cella monastica e la chiesa passarono alle dipendenze della Diocesi di Bobbio e del Vescovo. Nel XII secolo il territorio passò ai Malaspina di Pregòla sottraendola a Bobbio, al cui comune ritornò in seguito.
La chiesa parrocchiale a navata unica è pressoché vicina alla struttura antica del X secolo, subì modifiche nel XV secolo.
Nei dintorni si pratica il trekking, lungo l'antico Sentiero medioevale per il Santuario del Monte Penice, derivante dalla Via Francigena, che collegava Bobbio con l'antica Via del Sale lombarda, e che collega il paese con il Monte Penice ed il Passo del Brallo, passando per la frazione di Cernaglia di Sopra, Colleri, ecc. inoltre vi è il collegamento sentieristico verso la frazione di Ceci. (sentieri tracciati con guidovie CAI e FEI, sia a piedi che a cavallo).